# ZX81
Mikrocomputeren Sinclair ZX81 var efterfølgeren til Sinclair ZX80 – baseret på processoren Zilog Z80, og en af de første mikro-computere der blev solgt i Danmark i mere end nogle få eksemplarer. Firmaet Navnet Sinclair var fra firmaets stifter: Briten Sir Clive Sinclair.
Sinclair ZX81 kunne i 1982 købes for kr. 1.295,- danske kroner. Den indeholdt et arbejdslager på 1 KB RAM. Og tastaturet var af den faste type med en flad plade med en slags fingertouch-knapper. Danske tegn var naturligvis en utænkelighed.
Den kunne programmeres med basic, suppleret med kommandoerne peek og poke, så de enkelte og faste hukommelsesceller kunne manipuleres enkeltvis. – ZX81 fik sin helt egen fanklub og sågar sit eget blad: ZinX. Og "de hårde drenge" i klubben kunne naturligvis numrene på cellernes placering for de forskellige hukommelsesområder udenad.
Kunne man ikke nøjes med de 1 KB RAM (til alt i arbejdslageret), så kunne der efterhånden købes et 16 el. 64 KB RAM-lager til påføring som indstiksmodul bagpå. Så var der jo pludselig "oceaner af plads".
Alle programmer til ZX81 skulle enten indtastes fra gang til gang, eller gemmes på kassettebånd. Du kunne tilslutte din almindelige mono-kassettebåndoptager.
På et tidspunkt blev modellen nærmest kopieret og lavet i en "piratudgave" med navnet Lambda 8300. Naturligvis til en lavere pris.
Sinclair fulgte succesen med ZX81 op og lavede modellen Sinclair ZX Spectrum. Mest kendt som modellen med "viskelæder-taster".